# NGC 5735
NGC 5735 é uma galáxia espiral barrada (SBbc) localizada na direcção da constelação de Boötes. Possui uma declinação de +28° 43' 36" e uma ascensão recta de 14 horas, 42 minutos e 33,4 segundos.
A galáxia NGC 5735 foi descoberta em 17 de Maio de 1784 por William Herschel.